# Comitê para a Proteção dos Jornalistas
O Comitê para a Proteção dos Jornalistas ou Comité para a Proteção dos Jornalistas (em inglês:  Committee to Protect Journalists - CPJ) é uma organização sem fins lucrativos estadunidense sediada em Nova Iorque, que conta com correspondentes ao redor do mundo. A organização promove a liberdade de imprensa e os direitos dos jornalistas. A American Journalism Review chamou a organização de "Cruz Vermelha do Jornalismo".

## História e programas
O CPJ foi fundado em 1981 em resposta aos ataques contra o jornalista paraguaio Alcibiades González Delvalle. Seu presidente honorário fundador foi Walter Cronkite. Desde 1991, realiza anualmente o Jantar Internacional de Premiação da Liberdade de Imprensa do CPJ, durante o qual são premiados jornalistas e defensores da liberdade de imprensa que sofreram agressões, ameaças, intimidação ou prisão por divulgarem as notícias.
Entre 2002 e 2008, publicou uma revista semestral, Dangerous Assignments. Também publica uma pesquisa anual mundial sobre liberdade de imprensa chamada Attacks on the Press.
Desde 1992, a organização compilou uma lista anual de todos os jornalistas mortos no cumprimento do dever em todo o mundo. Em 2017, informou que 46 jornalistas foram assassinados em conexão com seu trabalho, em comparação com 48 em 2016 e 73 em 2015, e dos mortos, 18 foram assassinados. Um total contínuo de jornalistas mortos durante todo o período de 1992 está disponível no site do grupo, bem como as estatísticas de qualquer ano; até julho de 2021, o total era de 1405. Os números da organização são normalmente mais baixos do que contagens semelhantes em andamento por outras organizações, como a Repórteres sem Fronteiras ou a Federação Internacional de Jornalistas devido aos parâmetros estabelecidos pelo CPJ e ao processo de confirmação. Também publica um censo anual de jornalistas presos.
A organização é membro fundador da International Freedom of Expression Exchange (IFEX), uma rede global de mais de setenta organizações não governamentais que monitora violações à liberdade de expressão em todo o mundo e defende jornalistas, escritores e outros perseguidos por exercerem seus direitos à liberdade de expressão. Em 2016, o Times of Israel relatou que as Nações Unidas votaram pela negação do status consultivo ao CPJ citando preocupações com as finanças do grupo e também porque o CPJ não apoia punições por discurso de ódio. A decisão foi revogada e o CPJ recebeu status consultivo em julho de 2016.
A partir de 2020, a organização publica um "Índice de Impunidade" anual de países nos quais jornalistas são assassinados por motivos relacionados ao seu trabalho e os assassinos não são processados.